# Paweł z Telli
Paweł (syr. Pawlos), żyjący w pierwszej połowie VII w. n.e. duchowny Syryjskiego Kościoła Ortodoksyjnego, biskup Telli (miasta w królestwie Osroene) i wybitny tłumacz greckich dzieł na język syryjski. 
Paweł urodził się w Telli, a biskupem został przed 615 r. n.e. Możliwe, iż znajdował się w grupie kilku antychalcedońskich biskupów, którzy w 599 r. n.e., z powodu prześladowań miafizytów, zainicjowanych w 589/599 r. n.e. przez Domicjana (ok. 550-602) -  krewnego cesarza Maurycjusza (582-602) i chalcedońskiego metropolity Melitene (obecnie: Malatya w Turcji) – znaleźli schronienie poza granicami swojej ojczyzny. Chociaż kronikarz Michał Syryjczyk nie wymienia go wśród zbiegłych duchownych, wspomina, iż biskup Telli powrócił do swojej diecezji po ustaniu prześladowań (Michał Syryjczyk, Kronika, ks. X, rozdz. 25). Jeśli był to Paweł, musiał wkrótce uciekać do Egiptu po raz drugi – w trakcie perskiej inwazji na Syrię, która miała miejsce w latach 609-611 n.e.
W czasie wygnania Paweł przebywał w koptyjskim zespole klasztornym Enaton (9 mil od Aleksandrii, Egipt). Wraz z innymi uczonymi (w tym m.in. z Tomaszem z Harkel) pracował nad syryjskimi tłumaczeniami greckich tekstów. Pomiędzy 613-617 r. n.e. Paweł dokonał (prawdopodobnie pierwszego pełnego) syryjskiego tłumaczenia Septuaginty, która z kolei jest greckim tłumaczeniem Starego Testamentu, opartym na wersji zawartej w Hexapli Orygenesa. Tłumaczenie Pawła znane jest po dziś dzień jako Syro-hexapla. Dokonał także tłumaczenia tekstu liturgii chrzcielnej, którego autorem był patriarcha Antiochii i głowa Syryjskiego Kościoła Ortodoksyjnego – Sewer z Antiochii (459 – 5.02.538 r. n.e.). Tłumaczenia Pawła z Telli (podobnie jak tłumaczenia greckich tekstów biblijnych na język syryjski, których dokonał Tomasza z Harkel) charakteryzują się dużym stopniem naśladownictwa morfologii lingwistycznej, składni oraz szyku słów pierwotnego języka greckiego.
Według niektórych źródeł, Paweł z Telli jest także autorem tłumaczenia perykopy o Jezusie i kobiecie pochwyconej na cudzołóstwie (J 7,50 – 8,12), której nie zawiera Peszitta ani przekład Nowego Testamentu dokonany przez Tomasza z Harkel (przekład harkleński). W niektórych manuskryptach jako autor ww. perykopy podawany jest niejaki „Abbas (ojciec) Pawla”, jednak niektórzy badacze łączą autora z osobą tłumacza Pawła z Edessy. Paweł z Telli jest także autorem przynajmniej jednego z tekstów modlitwy sedro (por. deesis), który zachował się do dnia dzisiejszego.
Wśród badaczy pojawiają się niekiedy wątpliwości, czy Paweł biskup Telli i autor Syro-hexapli to jedna i ta sama osoba. Niektórzy uważają, iż autorem tłumaczenia z Septuaginty jest Paweł  -  teolog syryjskiego Wschodu i biskup Nisibis (zm. 573 r. n.e.).